# آرتور (اوهایو)
آرتور (به انگلیسی: Arthur) یک منطقهٔ مسکونی در ایالات متحده آمریکا است که در شهرستان پولدینگ، اوهایو واقع شده است. آرتور ۲۱۸٫۸۵ متر بالاتر از سطح دریا واقع شده است.